# Mimulosia mimetica
Mimulosia mimetica är en fjärilsart som beskrevs av De Toulgoët 1958. Mimulosia mimetica ingår i släktet Mimulosia och familjen björnspinnare. Inga underarter finns listade i Catalogue of Life.